# Världscupen i alpin skidåkning 2016/2017
Världscupen i alpin skidåkning 2016/2017 var den 51:a upplagan av världscupen. Den inleddes i Sölden i Österrike den 22 oktober 2016 och avslutades den 19 mars 2017 i Aspen i Colorado i USA. Under perioden 6–19 februari 2017 gjorde Världscupen ett avbrott, då  världsmästerskapen i Sankt Moritz inföll.
Regerande världscupvinnare från föregående säsong var Lara Gut, Schweiz och Marcel Hirscher, Österrike.

## Beskrivning
| SL | Störtlopp           |
| SG | Super-G             |
| SS | Storslalom          |
| S  | Slalom              |
| P  | Parallellstorslalom |
| CE | Stadsevenemang      |
| AK | Alpin kombination   |
| LT | Lagtävling          |

## Tävlingsschema och resultat
Liten siffra efter respektive disciplin indikerar tävlingens ordningsföljd.

### Herrar
| Datum                                    | Plats                                | Disciplin | Etta                 | Tvåa                    | Trea                                   | Detaljer  |
| ---------------------------------------- | ------------------------------------ | --------- | -------------------- | ----------------------- | -------------------------------------- | --------- |
| 23 oktober 2016                          | Sölden                               | SS 1      | Alexis Pinturault    | Marcel Hirscher         | Felix Neureuther                       | Resultat  |
| 13 november 2016                         | Levi                                 | S 1       | Marcel Hirscher      | Michael Matt            | Manfred Mölgg                          | Resultat  |
| 26 november 2016                         | Lake Louise                          | (SL 1)    | Inställd1            | Inställd1               | Inställd1                              | Inställd1 |
| 27 november 2016                         | Lake Louise                          | (SG 1)    | Inställd             | Inställd                | Inställd                               | Inställd  |
| 2 december 2016                          | Val-d'Isère (Ersätter Beaver Creek)2 | SG 1      | Kjetil Jansrud       | Aksel Lund Svindal      | Dominik Paris                          | Resultat  |
| 3 december 2016                          | Val-d'Isère (Ersätter Beaver Creek)2 | SL 1      | Kjetil Jansrud       | Peter Fill              | Aksel Lund Svindal                     | Resultat  |
| 4 december 2016                          | Val-d'Isère (Ersätter Beaver Creek)2 | SS 2      | Mathieu Faivre       | Marcel Hirscher         | Alexis Pinturault                      | Resultat  |
| 10 december 2016                         | Val-d'Isère                          | SS 3      | Alexis Pinturault    | Marcel Hirscher         | Henrik Kristoffersen                   | Resultat  |
| 11 december 2016                         | Val-d'Isère                          | S 2       | Henrik Kristoffersen | Marcel Hirscher         | Aleksandr Chorosjilov                  | Resultat  |
| 16 december 2016                         | Val Gardena                          | SG 2      | Kjetil Jansrud       | Aleksander Aamodt Kilde | Erik Guay                              | Resultat  |
| 17 december 2016                         | Val Gardena                          | SL 2      | Max Franz            | Aksel Lund Svindal      | Steven Nyman                           | Resultat  |
| 18 december 2016                         | Alta Badia                           | SS 4      | Marcel Hirscher      | Mathieu Faivre          | Florian Eisath                         | Resultat  |
| 19 december 2016                         | Alta Badia                           | P 5       | Cyprien Sarrazin     | Carlo Janka             | Kjetil Jansrud                         | Resultat  |
| 22 december 2016                         | Madonna di Campiglio                 | S 3       | Henrik Kristoffersen | Marcel Hirscher         | Stefano Gross                          | Resultat  |
| 27 december 2016                         | Santa Caterina                       | SG 3      | Kjetil Jansrud       | Hannes Reichelt         | Dominik Paris                          | Resultat  |
| 28 december 2016                         | Santa Caterina                       | (SL 3)    | Inställd3            | Inställd3               | Inställd3                              | Inställd3 |
| 29 december 2016                         | Santa Caterina                       | AK 1      | Alexis Pinturault    | Marcel Hirscher         | Aleksander Aamodt Kilde                | Resultat  |
| 5 januari 2017                           | Zagreb                               | S 4       | Manfred Mölgg        | Felix Neureuther        | Henrik Kristoffersen                   | Resultat  |
| 7 januari 2017                           | Adelboden                            | SS 6      | Alexis Pinturault    | Marcel Hirscher         | Philipp Schörghofer                    | Resultat  |
| 8 januari 2017                           | Adelboden                            | S 5       | Henrik Kristoffersen | Manfred Mölgg           | Marcel Hirscher                        | Resultat  |
| 13 januari 2017                          | Wengen                               | AK 2      | Niels Hintermann     | Maxence Muzaton         | Frederic Berthold                      | Resultat  |
| 14 januari 2017                          | Wengen                               | (SL 3)    | Inställd             | Inställd                | Inställd                               | Inställd  |
| 15 januari 2017                          | Wengen                               | S 6       | Henrik Kristoffersen | Marcel Hirscher         | Felix Neureuther                       | Resultat  |
| 20 januari 2017                          | Kitzbühel                            | SG 4      | Matthias Mayer       | Christof Innerhofer     | Beat Feuz                              | Resultat  |
| 21 januari 2017                          | Kitzbühel                            | SL 3      | Dominik Paris        | Valentin Giraud Moine   | Johan Clarey                           | Resultat  |
| 22 januari 2017                          | Kitzbühel                            | S 7       | Marcel Hirscher      | Dave Ryding             | Aleksandr Chorosjilov                  | Resultat  |
| 24 januari 2017                          | Schladming                           | S 8       | Henrik Kristoffersen | Marcel Hirscher         | Aleksandr Chorosjilov                  | Resultat  |
| 27 januari 2017                          | Garmisch                             | SL 4      | Travis Ganong        | Kjetil Jansrud          | Peter Fill                             | Resultat  |
| 28 januari 2017                          | Garmisch                             | SL 5      | Hannes Reichelt      | Peter Fill              | Beat Feuz                              | Resultat  |
| 29 januari 2017                          | Garmisch                             | SS 7      | Marcel Hirscher      | Matts Olsson            | Stefan Luitz                           | Resultat  |
| 31 januari 2017                          | Stockholm                            | CE S9     | Linus Straßer        | Alexis Pinturault       | Mattias Hargin                         | Resultat  |
| Världsmästerskapen 2017 (6–19 februari)4 |                                      |           |                      |                         |                                        |           |
| 24 februari 2017                         | Kvitfjell                            | SL 6      | Boštjan Kline        | Matthias Mayer          | Kjetil Jansrud                         | Resultat  |
| 25 februari 2017                         | Kvitfjell                            | SL 7      | Kjetil Jansrud       | Peter Fill              | Beat Feuz                              | Resultat  |
| 26 februari 2017                         | Kvitfjell                            | SG 5      | Peter Fill           | Hannes Reichelt         | Erik Guay                              | Resultat  |
| 4 mars 2017                              | Kranjska Gora                        | SS 8      | Marcel Hirscher      | Leif Kristian Haugen    | Matts Olsson                           | Resultat  |
| 5 mars 2017                              | Kranjska Gora                        | S 10      | Michael Matt         | Stefano Gross           | Felix Neureuther                       | Resultat  |
| 15 mars 2017                             | Aspen                                | SL 8      | Dominik Paris        | Peter Fill              | Carlo Janka                            | Resultat  |
| 16 mars 2017                             | Aspen                                | SG 6      | Hannes Reichelt      | Dominik Paris           | Mauro Caviezel Aleksander Aamodt Kilde | Resultat  |
| 18 mars 2017                             | Aspen                                | SS 9      | Marcel Hirscher      | Felix Neureuther        | Mathieu Faivre                         | Resultat  |
| 19 mars 2017                             | Aspen                                | S 11      | André Myhrer         | Felix Neureuther        | Michael Matt                           | Resultat  |

Utökad information
1 Tävlingarna 26 och 27 november inställda på grund av snöbrist och för milt väder. Super-G den 27 november flyttat till Santa Caterina 27 december; störtlopp den 26 november flyttat till Kvitfjell februari 2017.

2 Tävlingarna 2–4 december i Beaver Creek inställda på grund av snöbrist och för milt väder och flyttas till Val-d'Isère.

3 Tävlingen i störtlopp 28 december inställd på grund av för hårda vindar. Tävlingen kommer inte att köras vid senare tillfälle.

4 Ingår ej i världscupen

### Damer
| Datum                                    | Plats             | Disciplin | Etta                    | Tvåa                    | Trea                            | Detaljer  |
| ---------------------------------------- | ----------------- | --------- | ----------------------- | ----------------------- | ------------------------------- | --------- |
| 22 oktober 2016                          | Sölden            | SS 1      | Lara Gut                | Mikaela Shiffrin        | Marta Bassino                   | Resultat  |
| 12 november 2016                         | Levi              | S 1       | Mikaela Shiffrin        | Wendy Holdener          | Petra Vlhová                    | Resultat  |
| 26 november 2016                         | Killington        | SS 2      | Tessa Worley            | Nina Løseth             | Sofia Goggia                    | Resultat  |
| 27 november 2016                         | Killington        | S 2       | Mikaela Shiffrin        | Veronika Velez-Zuzulová | Wendy Holdener                  | Resultat  |
| 2 december 2016                          | Lake Louise       | SL 1      | Ilka Štuhec             | Sofia Goggia            | Kajsa Kling                     | Resultat  |
| 3 december 2016                          | Lake Louise       | SL 2      | Ilka Štuhec             | Lara Gut                | Edit Miklós                     | Resultat  |
| 4 december 2016                          | Lake Louise       | SG 1      | Lara Gut                | Tina Weirather          | Sofia Goggia                    | Resultat  |
| 10 december 2016                         | Sestriere         | SS 3      | Tessa Worley            | Sofia Goggia            | Lara Gut                        | Resultat  |
| 11 december 2016                         | Sestriere         | S 3       | Mikaela Shiffrin        | Veronika Velez-Zuzulová | Wendy Holdener                  | Resultat  |
| 16 december 2016                         | Val-d'Isère       | AK 1      | Ilka Štuhec             | Michelle Gisin          | Sofia Goggia                    | Resultat  |
| 17 december 2016                         | Val-d'Isère       | SL 3      | Ilka Štuhec             | Cornelia Hütter         | Sofia Goggia                    | Resultat  |
| 18 december 2016                         | Val-d'Isère       | SG 2      | Lara Gut                | Tina Weirather          | Elena Curtoni                   | Resultat  |
| 20 december 2016                         | Courchevel        | (SS 4)    | Inställd1               | Inställd1               | Inställd1                       | Inställd1 |
| 27 december 2016                         | Semmering         | SS 4      | Mikaela Shiffrin        | Tessa Worley            | Manuela Mölgg                   | Resultat  |
| 28 december 2016                         | Semmering         | SS 5      | Mikaela Shiffrin        | Tessa Worley            | Viktoria Rebensburg             | Resultat  |
| 29 december 2016                         | Semmering         | S 4       | Mikaela Shiffrin        | Veronika Velez-Zuzulová | Wendy Holdener                  | Resultat  |
| 3 januari 2017                           | Zagreb            | S 5       | Veronika Velez-Zuzulová | Petra Vlhová            | Šárka Strachová                 | Resultat  |
| 7 januari 2017                           | Maribor           | SS 6      | Tessa Worley            | Sofia Goggia            | Lara Gut                        | Resultat  |
| 8 januari 2017                           | Maribor           | S 6       | Mikaela Shiffrin        | Wendy Holdener          | Frida Hansdotter                | Resultat  |
| 10 januari 2017                          | Flachau           | S 7       | Frida Hansdotter        | Nina Løseth             | Wendy Holdener Mikaela Shiffrin | Resultat  |
| 14 januari 2017                          | Zauchensee        | (SL4)     | Inställd                | Inställd                | Inställd                        | Inställd  |
| 15 januari 2017                          | Zauchensee        | (AK 2)    | Inställd                | Inställd                | Inställd                        | Inställd  |
| 15 januari 2017                          | Zauchensee        | SL4       | Christine Scheyer       | Tina Weirather          | Jacqueline Wiles                | Resultat  |
| 21 januari 2017                          | Garmisch          | SL 5      | Lindsey Vonn            | Lara Gut                | Viktoria Rebensburg             | Resultat  |
| 22 januari 2017                          | Garmisch          | SG 3      | Lara Gut                | Stephanie Venier        | Tina Weirather                  | Resultat  |
| 24 januari 2017                          | Kronplatz         | SS 7      | Federica Brignone       | Tessa Worley            | Marta Bassino                   | Resultat  |
| 28 januari 2017                          | Cortina d'Ampezzo | SL 6      | Lara Gut                | Sofia Goggia            | Ilka Štuhec                     | Resultat  |
| 29 januari 2017                          | Cortina d'Ampezzo | SG 4      | Ilka Štuhec             | Sofia Goggia            | Anna Veith                      | Resultat  |
| 31 januari 2017                          | Stockholm         | CE S8     | Mikaela Shiffrin        | Veronika Velez-Zuzulová | Nina Løseth                     | Resultat  |
| Världsmästerskapen 2017 (6–19 februari)2 |                   |           |                         |                         |                                 |           |
| 24 februari 2017                         | Crans-Montana     | AK 2      | Federica Brignone       | Ilka Štuhec             | Michaela Kirchgasser            | Resultat  |
| 25 februari 2017                         | Crans-Montana     | SG 5      | Ilka Štuhec             | Elena Curtoni           | Stephanie Venier                | Resultat  |
| 26 februari 2017                         | Crans-Montana     | AK 3      | Mikaela Shiffrin        | Federica Brignone       | Ilka Štuhec                     | Resultat  |
| 4 mars 2017                              | Jeongseon         | SL 7      | Sofia Goggia            | Lindsey Vonn            | Ilka Štuhec                     | Resultat  |
| 5 mars 2017                              | Jeongseon         | SG 6      | Sofia Goggia            | Lindsey Vonn            | Ilka Štuhec                     | Resultat  |
| 10 mars 2017                             | Squaw Valley      | SS 8      | Mikaela Shiffrin        | Federica Brignone       | Tessa Worley                    | Resultat  |
| 11 mars 2017                             | Squaw Valley      | S 9       | Mikaela Shiffrin        | Šárka Strachová         | Bernadette Schild               | Resultat  |
| 15 mars 2017                             | Aspen             | SL 8      | Ilka Štuhec             | Lindsey Vonn            | Sofia Goggia                    | Resultat  |
| 16 mars 2017                             | Aspen             | SG 7      | Tina Weirather          | Ilka Štuhec             | Federica Brignone               | Resultat  |
| 18 mars 2017                             | Aspen             | S 10      | Petra Vlhová            | Mikaela Shiffrin        | Frida Hansdotter                | Resultat  |
| 19 mars 2017                             | Aspen             | SS 9      | Federica Brignone       | Sofia Goggia            | Marta Bassino                   | Resultat  |

Utökad information
1 Tävlingarna avbröts i andra åket på grund av för hård vind. Alla resultat nollställdes. Flyttas till Semmering den 27 december.

2 Ingår ej i världscupen

### Mixed/lagtävling
| Datum        | Plats | Disciplin | Etta                                                                 | Tvåa                                                         | Trea                                                                                      | Detaljer |
| 17 mars 2017 | Aspen | LT        | Sverige Frida Hansdotter Emelie Wikström Mattias Hargin André Myhrer | Tyskland Lena Dürr Marina Wallner Stefan Luitz Linus Straßer | Frankrike Adeline Baud Mugnier Coralie Frasse Sombet Jean-Baptiste Grange Julien Lizeroux | Resultat |

## Världscupställning, herrar
| Placering |                      | Poäng |
| --------- | -------------------- | ----- |
| 1.        | Marcel Hirscher      | 1 599 |
| 2.        | Kjetil Jansrud       | 924   |
| 3.        | Henrik Kristoffersen | 903   |
| 4.        | Alexis Pinturault    | 875   |
| 5.        | Felix Neureuther     | 790   |

| Placering |                | Poäng |
| --------- | -------------- | ----- |
| 1.        | Peter Fill     | 454   |
| 2.        | Kjetil Jansrud | 431   |
| 3.        | Dominik Paris  | 371   |
| 4.        | Beat Feuz      | 259   |
| 5.        | Erik Guay      | 255   |

| Placering |                         | Poäng |
| --------- | ----------------------- | ----- |
| 1.        | Kjetil Jansrud          | 394   |
| 2.        | Hannes Reichelt         | 303   |
| 3.        | Aleksander Aamodt Kilde | 299   |
| 4.        | Dominik Paris           | 277   |
| 5.        | Peter Fill              | 226   |

| Placering |                      | Poäng |
| --------- | -------------------- | ----- |
| 1.        | Marcel Hirscher      | 733   |
| 2.        | Mathieu Faivre       | 440   |
| 3.        | Alexis Pinturault    | 439   |
| 4.        | Felix Neureuther     | 370   |
| 5.        | Henrik Kristoffersen | 328   |

| Placering |                      | Poäng |
| --------- | -------------------- | ----- |
| 1.        | Marcel Hirscher      | 735   |
| 2.        | Henrik Kristoffersen | 575   |
| 3.        | Manfred Mölgg        | 476   |
| 4.        | Felix Neureuther     | 420   |
| 5.        | Michael Matt         | 382   |

| Placering |                         | Poäng |
| --------- | ----------------------- | ----- |
| 1.        | Alexis Pinturault       | 111   |
| 2.        | Niels Hintermann        | 100   |
| 3.        | Aleksander Aamodt Kilde | 92    |
| 4.        | Justin Murisier         | 86    |
| 5.        | Hirscher / Muzaton      | 80    |

## Världscupställning, damer
| Placering |                   | Poäng |
| --------- | ----------------- | ----- |
| 1.        | Mikaela Shiffrin  | 1 643 |
| 2.        | Ilka Štuhec       | 1 325 |
| 3.        | Sofia Goggia      | 1 197 |
| 4.        | Lara Gut          | 1 023 |
| 5.        | Federica Brignone | 895   |

| Placering |                | Poäng |
| --------- | -------------- | ----- |
| 1.        | Ilka Štuhec    | 597   |
| 2.        | Sofia Goggia   | 460   |
| 3.        | Lara Gut       | 360   |
| 4.        | Lindsey Vonn   | 280   |
| 5.        | Tina Weirather | 256   |

| Placering |                  | Poäng |
| --------- | ---------------- | ----- |
| 1.        | Tina Weirather   | 435   |
| 2.        | Ilka Štuhec      | 430   |
| 3.        | Lara Gut         | 300   |
| 4.        | Elena Curtoni    | 271   |
| 5.        | Stephanie Venier | 255   |

| Placering |                   | Poäng |
| --------- | ----------------- | ----- |
| 1.        | Tessa Worley      | 685   |
| 2.        | Mikaela Shiffrin  | 600   |
| 3.        | Sofia Goggia      | 405   |
| 4.        | Federica Brignone | 370   |
| 5.        | Lara Gut          | 360   |

| Placering |                         | Poäng |
| --------- | ----------------------- | ----- |
| 1.        | Mikaela Shiffrin        | 840   |
| 2.        | Veronika Velez-Zuzulová | 565   |
| 3.        | Wendy Holdener          | 455   |
| 4.        | Frida Hansdotter        | 432   |
| 5.        | Petra Vlhová            | 411   |

| Placering |                      | Poäng |
| --------- | -------------------- | ----- |
| 1.        | Ilka Štuhec          | 240   |
| 2.        | Federica Brignone    | 220   |
| 3.        | Wendy Holdener       | 140   |
| 4.        | Michaela Kirchgasser | 105   |
| 5.        | Michelle Gisin       | 104   |

## Världscupställning, nationscupen
| Placering |           | Poäng |
| --------- | --------- | ----- |
| 1.        | Österrike | 8 966 |
| 2.        | Italien   | 8 407 |
| 3.        | Schweiz   | 6 292 |
| 4.        | Frankrike | 5 285 |
| 5.        | Norge     | 4 932 |

| Placering |           | Poäng |
| --------- | --------- | ----- |
| 1.        | Österrike | 5 048 |
| 2.        | Frankrike | 3 668 |
| 3.        | Norge     | 3 589 |
| 4.        | Italien   | 3 496 |
| 5.        | Schweiz   | 2 738 |

| Placering |           | Poäng |
| --------- | --------- | ----- |
| 1.        | Italien   | 4 911 |
| 2.        | Österrike | 3 918 |
| 3.        | Schweiz   | 3 554 |
| 4.        | USA       | 3 082 |
| 5.        | Slovenien | 1 958 |